# Kanji

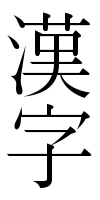
Het woord 'kanji' geschreven in kanji

Het kanji (漢字) is een van de drie Japanse schriften en betekent "schrifttekens van Han". Het is overgenomen van de Chinese tekens, hànzi 漢字, toen de Chinese taal en cultuur voor een groot deel overgenomen werden door Japan. Een teken in het kanji wordt ook "kanji" genoemd. Kanji zijn logografisch, wat wil zeggen dat elk teken een begrip uitdrukt. Het kanji alleen is niet genoeg om in het Japans te schrijven, daarbij zijn ook de fonetische lettergreepschriften: hiragana of katakana nodig.
Er bestaan meer dan 50.000 kanji, maar hoogopgeleide Japanners kennen er circa 4.000. Japanse leerlingen aan het voortgezet onderwijs worden geacht bij het examen de jōyōkanji (常用漢字) en de jinmeiyōkanji (人名用漢字) te kennen. De eerste set aan kanji zijn de kanji voor algemeen gebruik en worden beschouwd als de absolute basis. De jōyōkanjilijst bestaat uit 2.136 kanji. De tweede set aan kanji is de jinmeiyōkanjilijst en deze bestaat uit 863 kanji. Deze kanji worden gebruikt voor onder andere eigennamen maar bevatten ook traditionele karakters van de vereenvoudigde kanji die op de jōyōkanjilijst staan. Al deze karakters worden door kinderen geleerd op school. In algemene media (krant, tv, etc.) worden woorden die niet voorkomen op de officiële lijst, geschreven met de fonetische lettergreepschriften: hiragana of katakana. De kanji die buiten deze twee lijsten vallen worden de hyōgaikanji genoemd, dit zijn de zogenaamde ongewone kanji, deze worden nooit gebruikt in communicatie vanuit de overheid, maar kunnen in principe wel worden gebruikt. Doordat de hyōgaikanji een verzamelcategorie is van alle kanji die niet op een van de twee officiële lijsten staan, is het onbekend hoeveel kanji dit exact zijn.

## Geschiedenis
Tot ongeveer 400 n.Chr. had Japan een zogenaamde "orale cultuur", dat wil zeggen dat de Japanners géén schrift bezaten en alleen mondeling konden communiceren. Japan onderhield contacten met China, en het eerste schrift dat de Japanners zagen, was het Chinees schrift. De Japanners namen het Chinese schrift over en noemden het Kanji. Kanji betekent "schrifttekens van Han", wat waarschijnlijk slaat op de Han-dynastie in China. 
Vanwege de verschillen tussen de Chinese en Japanse taalstructuur is het echter onmogelijk om in Kanji de volledige Japanse taal weer te geven. Met name voor werkwoordsvormen had men extra karakters nodig en uit de overgenomen Kanji ontwikkelde men twee eigen klank- of lettergreep-alfabetten: het hiragana en het katakana.
Tegenwoordig leren Japanners ook onze latijnse (romeinse) letters, die zij rōmaji noemen. Japanse kinderen leren dus op school vier schriftsoorten: kanji, hiragana, katakana en rōmaji.

## Betekenis
Elke kanji heeft een eigen betekenis; soms ook meerdere betekenissen. Ook kan de betekenis veranderen door gebruik in een samenstelling. Zo kan het karakter 日 worden gelezen als hi (zon), maar in combinatie met andere tekens wordt het bijvoorbeeld nichi als in 日曜日 nichiyōbi (zondag), bi (dag v/d week) als in 火曜日 kayōbi (dinsdag) of jitsu (dag) zoals in 本日 honjitsu (vandaag). 日 wordt verder gebruikt in de betekenis van Japan, als in 日本 nihon (Japan), 日本語 nihongo (de Japanse taal).

## Uitspraak
Kanji hebben meestal meer dan één vaste uitspraak, maar de uitspraak hangt af van de context. Twee hoofdcategorieën voor de uitspraak kunnen worden onderscheiden. Te weten;
- kun'yomi (Japans: 訓読み) de uitspraak gebaseerd op het gesproken Japans. In het Nederlands de kun-lezing genoemd.
- on'yomi (Japans: 音読み); de uitspraak gebaseerd op de uitspraak van de Chinese talen vanaf de Tang-dynastie (618-907) tot en met de Edoperiode (1603-1867). In het Nederlands de on-lezing genoemd.

De on-lezing wordt door de Japanners ook nog wel eens de vertaallezing genoemd. De reden hiervoor is dat de lezingen waren gebaseerd op de Chinese uitspraak en dat het niet de Chinese uitspraak zelf betrof. Vergelijk de Nederlandse uitspraak van Franse leenwoorden. Er zijn ook kanji, die door de Japanners zelf zijn gecreëerd, kokuji (国字, "nationaal karakter"), die toch een on-lezing hebben gekregen, ondanks dat ze geen Chinese origine hebben. Sommige kanji zijn geïntroduceerd in het Japans vanuit verschillende delen van China, op verschillende tijden, en hebben derhalve verschillende on-lezingen en betekenissen.
Een kanji kan meerdere on- en kun-lezingen hebben. Wanneer een kanji onderdeel uitmaakt van een samenstelling wordt meestal de on-lezing gebruikt, terwijl een kanji, wanneer die op zichzelf staat, hiervoor vaak de kun-lezing wordt gebruikt. Echter kun-lezingen in samenstellingen zijn niet ongewoon. Het advies is om bij twijfel een online woordenboek te controleren.
| \| kanji \| betekenis \| kun-lezing \| on-lezing \| Middel Chinees (Chinese uitspraak) \| Moderne (Chinese uitspraak) \| \| ----- \| ----------- \| ---------------------------- \| ------------- \| ---------------------------------- \| --------------------------- \| \| 一 \| één \| hito \| ichi, it \| yit \| yī \| \| 人 \| persoon \| hito \| jin, nin \| nyin \| rén \| \| 小 \| klein \| chīsai, ko-, o- \| shō \| sjewX \| xiǎo \| \| 性 \| geslacht \| saga \| sei, shō \| shengH \| xìng \| \| 口 \| mond \| kuchi \| kō, ku \| khuwX \| kǒu \| \| 同 \| zelfde \| onaji \| dō \| duwng \| tóng \| \| 國 \| land \| kuni \| koku \| kwok \| gúo \| \| 女 \| vrouw \| onna \| jo, nyo, nyou \| nrjoX \| nǚ \| \| 子 \| kind \| ko \| shi, su, tsu \| tsiX \| zǐ \| \| 家 \| huis \| le, ya \| ka, ke \| kae \| jiā \| \| 市 \| stad \| ichi \| shi \| dzyiX \| shì \| \| 愛 \| liefde \| itoshī, kanashī, shimu, mana \| ai \| 'ojH \| ài \| \| 手 \| hand \| te, ta \| shū, zu \| syuwX \| shǒu \| \| 日 \| zon \| hi, bi, ka \| nichi, jitsu \| nyit \| rì, mì \| \| 木 \| boom \| ki, ko \| boku, moku \| mùwk \| mù \| \| 猫 \| kat \| neko \| byō \| maew, mjew \| māo \| \| 王 \| koning \| kimi \| ō, nō \| hjwang \| wáng \| \| 男 \| man \| otoko \| dan, nan \| nom \| nán \| \| 矢 \| pijl \| ya \| shi \| syijX \| shǐ \| \| 足 \| voet / been \| ashi, tariru taru, tasu \| soku \| tsjowk \| zú \| \| 酒 \| alcohol \| sake \| shu \| tsjuwX \| jiǔ \| \| 鳥 \| vogel \| tori \| chō \| tewX \| niǎo \| |             |                              |               |                                    |                             |
| De spelling voor de uitspraak van het Mandarijn Chinees ten tijde van de Tang-dynastie wordt weergegeven volgens het transliteratiesysteem van Baxter-Sagart voor het Middel-Chinees, uitgebracht in 2014. De hoofdletter X indiceert een glottisslag, een kortstondige onderbreking van de stem waarbij de stembanden dichtklappen. |             |                              |               |                                    |                             |
| kanji | betekenis   | kun-lezing                   | on-lezing     | Middel Chinees (Chinese uitspraak) | Moderne (Chinese uitspraak) |
| 一 | één         | hito                         | ichi, it      | yit                                | yī                          |
| 人 | persoon     | hito                         | jin, nin      | nyin                               | rén                         |
| 小 | klein       | chīsai, ko-, o-              | shō           | sjewX                              | xiǎo                        |
| 性 | geslacht    | saga                         | sei, shō      | shengH                             | xìng                        |
| 口 | mond        | kuchi                        | kō, ku        | khuwX                              | kǒu                         |
| 同 | zelfde      | onaji                        | dō            | duwng                              | tóng                        |
| 國 | land        | kuni                         | koku          | kwok                               | gúo                         |
| 女 | vrouw       | onna                         | jo, nyo, nyou | nrjoX                              | nǚ                          |
| 子 | kind        | ko                           | shi, su, tsu  | tsiX                               | zǐ                          |
| 家 | huis        | le, ya                       | ka, ke        | kae                                | jiā                         |
| 市 | stad        | ichi                         | shi           | dzyiX                              | shì                         |
| 愛 | liefde      | itoshī, kanashī, shimu, mana | ai            | 'ojH                               | ài                          |
| 手 | hand        | te, ta                       | shū, zu       | syuwX                              | shǒu                        |
| 日 | zon         | hi, bi, ka                   | nichi, jitsu  | nyit                               | rì, mì                      |
| 木 | boom        | ki, ko                       | boku, moku    | mùwk                               | mù                          |
| 猫 | kat         | neko                         | byō           | maew, mjew                         | māo                         |
| 王 | koning      | kimi                         | ō, nō         | hjwang                             | wáng                        |
| 男 | man         | otoko                        | dan, nan      | nom                                | nán                         |
| 矢 | pijl        | ya                           | shi           | syijX                              | shǐ                         |
| 足 | voet / been | ashi, tariru taru, tasu      | soku          | tsjowk                             | zú                          |
| 酒 | alcohol     | sake                         | shu           | tsjuwX                             | jiǔ                         |
| 鳥 | vogel       | tori                         | chō           | tewX                               | niǎo                        |

### On'yomi onderverdeeld
On'yomi, of de uitspraak gebaseerd op de Chinese talen, kunnen in vier verschillende groepen worden onderverdeeld.
- Go-on (呉音, "Wu geluid") de go-lezingen zijn ontleend aan de uitspraken ten tijde van de Zuidelijke en Noordelijke Dynastieën (420-589) in China. 'Go' verwijst naar een Chinese taal, het Wu. Het is de voornaamste lezing in Boeddhistische teksten.
- Kan-on (漢音, "Han geluid") de kan-lezingen zijn ontleend aan de uitspraken ten tijde van de Tang-dynastie (618-907) in China, voornamelijk uit de standaardtaal die werd gesproken in de hoofdstad Chang'an het tegenwoordige Xi'an. 'Han' verwijst naar de Han-Chinezen.
- Tō-on (唐音, "Tang geluid") de tō-lezingen zijn ontleend aan de uitspraken gangbaar in latere Chinese dynastieën zoals de Song- (960-1279) en de Ming-dynastie (1368 – 1644). Deze beslaan alle lezingen overgenomen ten tijde van de Heianperiode tot aan de Edoperiode. Deze lezing is ook bekend als: Tōsō-on (唐宋音, Tang en Song geluid); verwijzende naar eerder genoemde dynastieën. Deze lezingen werden pas gemeengoed in Japan tijdens de Kamakuraperiode (1185-1333). Woorden met de Tō-lezing zijn onder andere: isu (椅子, stoel) en futon (布団, dekbed).
- Kan'yō-on (慣用音, "gebruikelijk geluid") de kan'yō-lezingen zijn foutieve of gewijzigde lezingen van kanji die mettertijd zijn geaccepteerd en onderdeel zijn geworden van het Japans. In sommige gevallen betreffen het de eigenlijke lezingen die de kanji hadden bij de introductie in Japan, maar komen niet overeen met de regels voor karakterconstructie en -uitspraak.

## Opbouw van een kanji
Een kanji is opgebouwd uit een radicaal en een of meer fonetische elementen, die de uitspraak aangeven. Een enkel radicaal kan ook een kanji zijn. Het radicaal is het belangrijkste element van een kanji en geeft vaak een verwijzing naar de betekenis (dit is echter geen regel). In een kanji komen meestal meerdere elementen voor, maar slechts een van deze is het radicaal. In digitale woordenboeken kan men kanji vaak op meerdere elementen vinden.
| Kanji | Uitspraak         | Betekenis kanji     | Radicaal          | Ander element            |
| ----- | ----------------- | ------------------- | ----------------- | ------------------------ |
| 明    | mei               | helder              | 日 (zon)          | 月 (maan)                |
| 語    | go, kata(ru)      | taal, woord         | 言 (woord)        | 吾 (ik, mijn, ons, onze) |
| 吾    | a, ware, waga, go | ik, mijn, ons, onze | 口 (mond)         | 五 (vijf)                |
| 口    | kō, ku, kuchi     | mond                | kanji = radicaal! |                          |
In sommige gevallen verandert een element of radicaal van vorm als het samen met andere elementen in één kanji optreedt:
| Kanji | Uitspraak  | Betekenis kanji          | Radicaal                | Overige elementen                              |
| ----- | ---------- | ------------------------ | ----------------------- | ---------------------------------------------- |
| 休    | kyū        | rust, afwezig zijn       | 人 (persoon)            | 木 (boom)                                      |
| 忘    | wasu(reru) | vergeten                 | 心 (hart, geest)        | 亡 (gestorven, dood)                           |
| 男    | otoko      | man, mannelijk           | 田 (akker, (rijst)veld) | 力 (kracht)                                    |
| 沈    | shizu(mu)  | zinken, onderdompelen    | 水 (water)              | 尢 (radicaal "gebroken been", géén betekenis!) |
| 酒    | sake       | alcoholische drank, sake | 水 (water)              | 酉 (wijnvat)                                   |
Een bepaald element uit een radicaal hoeft niet per se altijd een betekenis te hebben. Zo heeft 尢 als 'los' element geen enkele betekenis. Voor de volledigheid: deze wordt in het Japans "dainomageashi" (gebroken been) genoemd en men refereert er ook naar als radicaal no. 43. In de kanji 沈 (zinken) treedt hij echter op als element, niet als radicaal. Het radicaal is hier 水 (water).
Ook hoeft het niet altijd het radicaal te zijn dat van vorm verandert als meerdere elementen in één kanji worden samengevoegd. In het laatste voorbeeld (酒, alcoholische drank), verandert niet het radicaal (酉, wijnvat), maar juist het andere element (水, water). Ook kan een bepaald element zelf weer uit een radicaal en een of meer elementen bestaan. Zo bestaat 亡 (gestorven, dood) uit het radicaal 亠 (dit is een なべぶた (nabebuta) dat verder geen betekenis heeft en ook niet los kan voorkomen), plus een extra pennenstreek (element zonder betekenis). Het element 水 (water) kan ook los voorkomen en is dan een radicaal op zich. In een woordenboek dat is ingedeeld naar aantal pennenstreken, zou deze dan te vinden zijn onder het deel voor 4 pennenstreken.

### Radicaalpositie
De radicaal van een kanji kan op een vijftal plekken in het karakter voorkomen. Deze posities hebben de volgende namen.
| Term         | Betekenis                          | Voorbeeldkanji     | Component            |
| ------------ | ---------------------------------- | ------------------ | -------------------- |
| 偏 (hen)     | linkerzijde-radicaal               | 信 (mens + geloof) | 亻 (radicaal van 人) |
| 冠 (kanmuri) | bovenkant-radicaal                 | 笠 (bamboehoed)    | ⺮                   |
| 脚 (ashi)    | onderkant-radicaal                 | 想 (denken)        | 心                   |
| 旁 (tsukuri) | rechterzijde (vaak fonetisch deel) | 話                 | 舌                   |
| 構え (kamae) | omsluitende radicaal               | 国 (land)          | 囗                   |

## Schrijfwijze
Bij het schrijven van kanji is de streepvolgorde heel belangrijk. Oorspronkelijk werden kanji uitsluitend met een penseel geschreven en dit bepaalde tevens de richting van de penseelstreken. Losse strepen worden — wanneer geschreven met een penseel — vaak met een heel dunne lijn aan elkaar verbonden. Dit komt doordat het uiteinde van de penseel, tijdens het optillen, het papier nog raakt. Dit betekent niet meteen dat de kanji onleesbaar wordt; omdat men de beweging van de kwast kan volgen, kan men de kanji herkennen. Indien men niet de juiste streepvolgorde hanteert en ook nog eens vluchtig schrijft, is de bedoelde kanji nauwelijks meer af te lezen. Dit geldt des te meer voor pennenschrift, want met pen kan men geen dunne en dikke lijnen maken, wat dingen nog onduidelijker maakt. Rustig schrijven en strakke lijnen maken is een alternatief; maar het kost extra tijd en over het algemeen vindt men (Japanners, Chinezen etc.) "blokletter-achtige" kanji niet mooi.
Verder is het juist schrijven van kanji belangrijk om het aantal strepen te kunnen tellen (voor het opzoeken in woordenboeken). Het karakter 口 wordt bijvoorbeeld met drie strepen geschreven:
| 1: linksboven naar linksonder                      |
| 2: linksboven naar rechts en aaneensluitend omlaag |
| 3: linksonder naar rechtsonder                     |

## Indeling
Kanji worden op veel manieren ingedeeld, onder andere om ze te kunnen opzoeken:
- Uitspraak: voor één klank/uitspraak kunnen enkele tot tientallen kanji bestaan (met verschillende betekenissen);
- Aantal strepen: het aantal trekken met een pen dat nodig is om de kanji op papier te zetten;
- Indelen op radicaal wordt vaak gebruikt in woordenboeken. Men zoekt dan het radicaal in de lijst en telt daarna de overige streken van de kanji. Bijvoorbeeld 朔 zoek je bij 月 (4 streken) + 6 streken;
- Klasseniveau: dit is de moeilijkheidsgraad van de kanji die gebruikt wordt op school bij het leren van kanji.